# Stazione di Cadenazzo
La stazione di Cadenazzo è una stazione ferroviaria posta sulla linea Bellinzona-Locarno, e punto d'origine della linea per Luino. Serve il centro abitato di Cadenazzo.